# Hippotragus
Hippotragus és un gènere d'antílops que inclou tres espècies, de les quals una està extinta. Les espècies són:
- Antílop equí, Hippotragus equinus
- Antílop blau, Hippotragus leucophaeus †
- Antílop sabre, Hippotragus niger